# ووتی‌کیه‌وو
ووتی‌کیه‌وو (انگلیسی: Votikeyevo) یک شهرک در منطقه شهری اوفای جمهوری باشقیرستان در کشور روسیه است.